# Fatjon Celani
Fatjon Celani, född den 14 januari 1992 i München i Tyskland, är en tysk fotbollsspelare av albanskt ursprung. Han spelar primärt i anfallsspel.